# Arnold Verhoeven
Arnoldus Josephus Maria (Arnold) Verhoeven (Volkel, 1 januari 1955) is een Nederlandse ondernemer en schrijver.

## Levensloop
Arnold Verhoeven werd op 1 januari 1955 geboren in Volkel, Uden. Hij groeide er in een ondernemend gezin op. Zijn ouders, Arnold sr. (1923–2004) en Addy Verhoeven (ca.1931–2013), waren dansleraar en exploiteerden sinds kort na de Tweede Wereldoorlog een dansschool in Uden, later kwamen hier een restaurant en hotel bij. Arnold jr. en zijn drie broers en zus groeiden derhalve allen op in de dans- en horecawereld, waarin ze ook allemaal verder gegaan zijn.

### Scholing
Als scholier ging Arnold naar het internaat van het Canisiuscollege, een Jezuïetencollege in Nijmegen. Later heeft hij nog de VWO op het Venrayse Boschveld College gedaan. In zijn studietijd heeft hij nog een blauwe maandag rechtenstudie gedaan, maar ging verder in de dans wereld: hij volgde danslessen bij Wim Bonel en Henk en Wies Ponne in Amsterdam, Alex Moore en Joan Richards in Londen en bij John March aan de Fred Astaire School of Dancing in Los Angeles.

### Jaren '70-1994: Dans
In de loop van de jaren zeventig nam Verhoeven de dansschool in Uden van zijn vader over. In 1979 produceerde hij ter gelegenheid van het 35-jarige jubileum van Verhoeven Dansschool Saxy Dancing, een LP met dansmuziek. Volgens de hoes was het de eerste LP met muziek waar alle ballroomdansen op gedanst kon worden. Het jaar daarop opende Verhoeven zijn eigen dansschool in Veghel. Naast het dansen exploiteerde hij ook een traiteurszaak en partycentra.

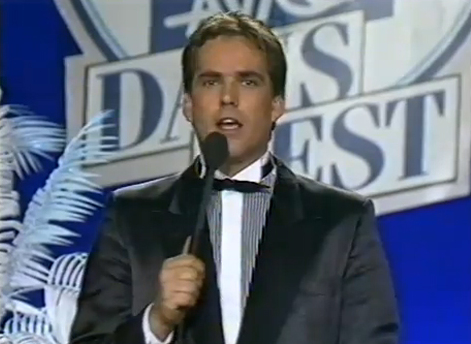
Verhoeven als presentator tijdens Avro's Danstest

In de jaren tachtig organiseerde hij meerdere malen nationale en internationale dansevenementen. Zo organiseerde hij in 1983 de Nationale dansdag. Hier namen 7000 personen aan deel. Voorts organiseerde hij in 1985 de Europese jeugdkampioenschappen. In 1988 organiseerde Verhoeven de Europacup Latijns-Amerikaans dansen, waarvan hij de finale presenteerde in het Veghelse theater De Blauwe Kei. Hij vergaarde nationale bekendheid als presentator van Avro's Danstest, waar hij drie seizoenen aan verbonden was. Hij deed dit met Ad Visser, terwijl Myrna Goossen als assistent optrad. In deze programma was zijn vader een van de juryleden. Zijn broer Hans (ca.1960–2022), met afstand de beste danser binnen familie Verhoeven, gaf er regelmatig demonstraties.
In 1994 verkocht Verhoeven zijn hebben en houden.

### 1996-2015: Côte d'Azur

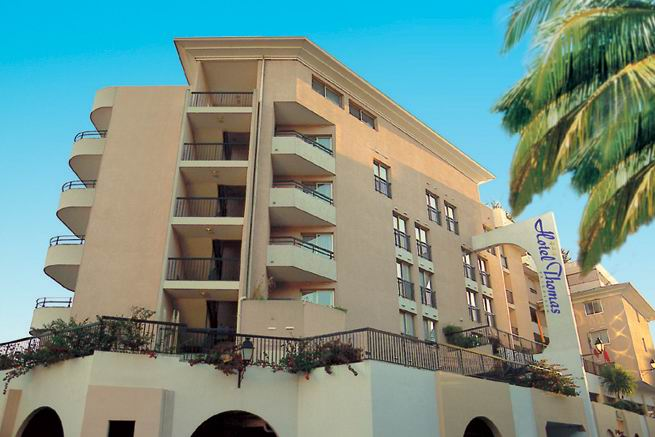
Hotel Thomas in Le Cannet

Verhoeven vertrok in 1996 naar de Côte d'Azur, waar hij  in Le Cannet - een gemeente nabij Cannes - het voormalige Hotel Le Saint Honoré uit een faillissement overnam. Dit hotel werd volledig gerenoveerd en hernoemd tot Hotel Thomas, een driesterrenhotel dat hij in de daaropvolgende jaren exploiteerde met zijn toenmalige vriendin en latere vrouw. De aankoop en exploitatie in de eerste jaren had nogal wat voeten in de aarde, wat voor Verhoeven aanleiding was zijn belevenissen op papier te zetten. Het verhalenbundel Gek van de Côte d'Azur (2001) werd een jaar later gevolgd door Lang leve de Côte d'Azur (2002) en daarna nog door Gouden tips voor de Côte d'Azur (2004), een reisgids. Naar aanleiding hiervan werd hij onder andere uitgenodigd in Catherine Keijls televisieprogramma Catherine op RTL 4 en werd hij geportretteerd door Ivo Niehe in de TROS TV-show.
Verhoevens moeder, sinds 2004 weduwe, alsook zijn schoonmoeder, kregen in Nederland in zijn ogen gebrekkige zorg. Dit was aanleiding voor Verhoeven om naar voorbeeld van het Franse SOS Médecins, waarmee hij zeer positieve ervaringen had in zijn hotel, in Nederland SOS-arts te ontwikkelen, een dienst die een permanent bereik van huisartsen moest garanderen. Hij moest hiervoor deels in Nederland wonen om dit initiatief op de rails te krijgen.
In 2016 werd het hotel in Le Cannet verkocht en keerden ze terug naar Nederland.

### 2016: Terug in Nederland
Datzelfde jaar nog organiseerde Verhoeven in de Brabanthallen in Den Bosch Meet & Dance, een dansfeest voor iedereen, maar in het bijzonder mensen met teleurstellende ervaringen met online daten.
Verhoeven pakte ook de draad van SOS-arts weer op en ontwikkelde hieruit Arts in beeld. Anno 2023 was hij hier nog druk mee bezig.

## Privé
Verhoeven speelt verschillende muziekinstrumenten. Gedurende zijn studies speelde hij in een band als drummer, waar hij een extra zakcent mee verdiende. Thans speelt hij nog gitaar.
Hij is twee keer getrouwd geweest. Zijn eerste huwelijk werd in de jaren 70 voltrokken. Hier kwam een dochter uit voort. Het huwelijk eindigde in 1993, voordat Verhoeven naar Frankrijk vertrok. Het tweede huwelijk was van 2005 tot 2015. Hieruit kwamen twee dochters (ca. 1998 en 2000) voort. Toen in 2016 Verhoevens ex genoeg had van het Franse leven in de Côte d'Azur, keerde het gezin na jarenlang verblijf in Frankrijk terug naar Nederland, waar ze zich in Rheden vestigden.
Later is Verhoeven weer naar Frankrijk vertrokken, waar hij anno 2023 de meeste tijd doorbrengt.

## Publicaties en projecten

### Discografie
- 1979: Saxy Dancing, LP

### Marche.fr
Marche.fr is een Frans vraag- en aanbodsite vergelijkbaar met de Nederlandse Marktplaats.nl. Verhoeven initieerde het in 2004 en anno 2012 was deze op twee na de grootste Franstalige veilingsite. Het bestaansrecht van deze website ging niet zonder slag of stoot. Zo streed Verhoeven tegen Google, die hij van selectieve zoekalgoritmes verdacht die grote betalende bedrijven meer kliks deden opleveren dan kleine gratis opererende websites zoals Marche.fr.

### SOS-arts
SOS-arts was een bedrijf dat Verhoeven in 2008 oprichtte naar voorbeeld van het Franse SOS Médecins. Het moest een dienst worden die een permanent bereik van huisartsen zou garanderen. In 2010 werd door Verhoeven samen met VVD-kamerlid Edith Schippers, de latere minister van Volksgezondheid, het startsein voor de dienst gegeven. De dienst zou het echter slechts twee jaar volhouden.
Jaren later wilde de inmiddels voormalige minister Schippers een oplossing voor woongebieden waar steeds minder huisartsen beschikbaar zijn, met name de zogenaamde krimpgebieden. Verhoeven blies in 2018 de dienst nieuw leven in en ontwikkelde ditmaal een mobiele app waarmee op elk moment van de dag via een beeldverbinding een arts geraadpleegd kon worden.

### Meet & Dance

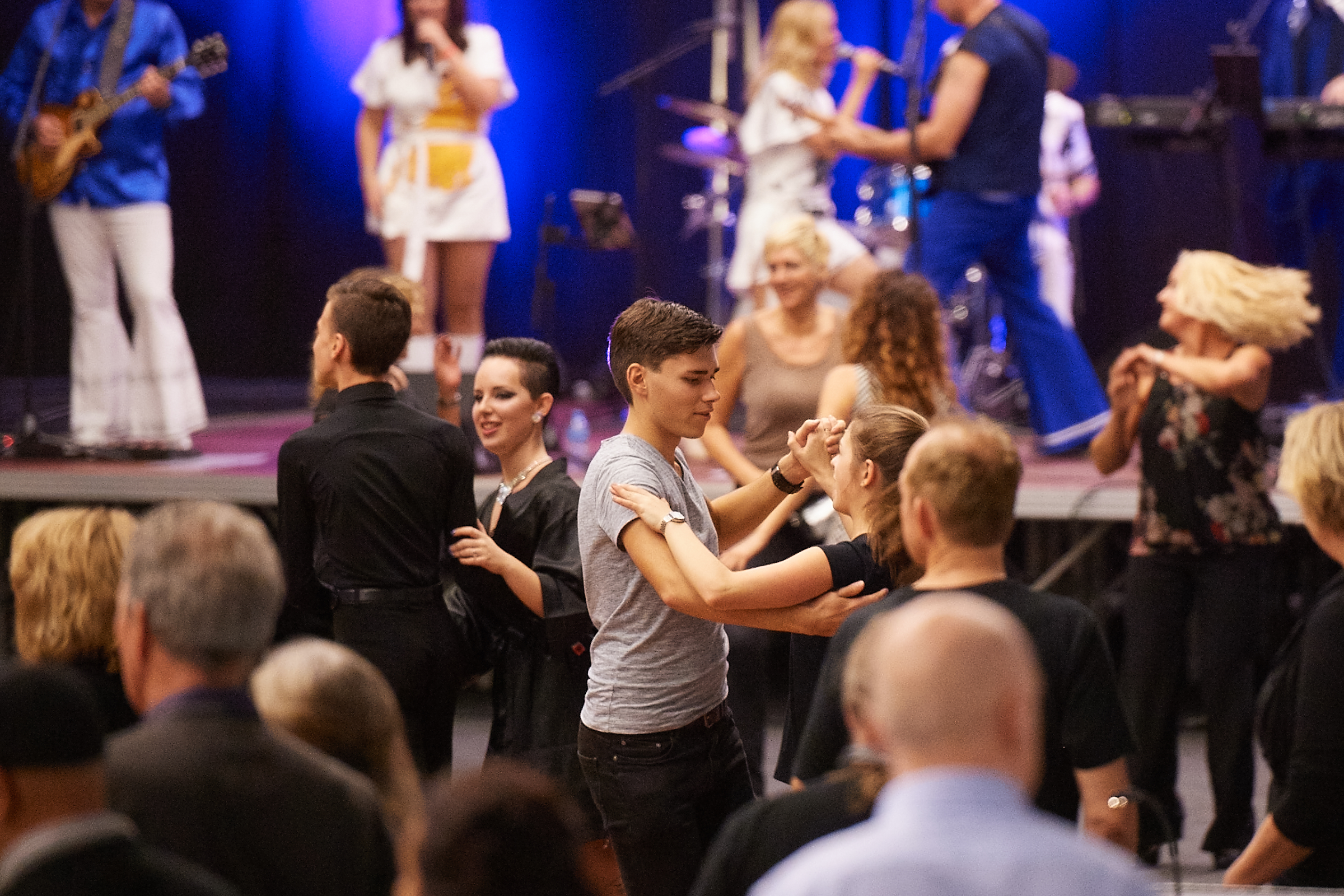
Meet & Dance (2016)

Meet & Dance (2016) was een dansfeest in de Brabanthallen in Den Bosch. Dit feest werd op voorhand aangekondigd als het grootste dansfeest van Nederland en had een opkomst van zo'n 2.500 deelnemers. Het was gericht op een breed publiek, maar in het bijzonder op mensen met teleurstellende ervaringen in hetonline daten. Verhoeven is overtuigd dat dansen goed voor de geestelijke gezondheid en sociale contacten is. De psycholoog Frits Winter schrijft in zijn pleidooi over de positieve aspecten van het dansen dat Meet & Dance een goed initiatief was dat bij zou dragen aan levensvreugde en fysieke gezondheid. Dit, naar zijn mening, in tegenstelling tot online contacten zoals op Facebook en datingsites; die handig zijn als men weinig mobiel zijn, maar waar fysiek contact onmogelijk is.